# Массовые беспорядки в Сумгаите (1963)
Массовые беспорядки в Сумгаите — волнения, произошедшие в азербайджанском городе Сумгаит 7 ноября 1963 года, когда сотни людей встали на защиту демонстрантов, которые шли с фотооткрытками Сталина.

## Ход событий
7 ноября 1963 года в Сумгаите проходили торжества по случаю годовщины Октябрьской революции. Среди демонстрантов были те, кто проносил с собой портреты Сталина и по сообщению прокурора Азербайджанской ССР С. Акперова секретарь парткома треста Аршад Керимов попытался снять у одного из демонстрантов на лацкане пиджака миниатюрный портрет Сталина, но участники колонны оказали ему сопротивление. Толпа рабочих трубопрокатного завода вдруг отделилась от колонны праздничной демонстрации на центральной площади города, вступив в столкновение с представителями власти. Откуда-то достали и подняли над толпой огромное изображение Сталина; рабочие ворвались на трибуну, где находились местные партийные руководители и сорвали портрет Хрущёва с фасада Дворца культуры. Заместителя начальника горотдела милиции Кильдиашвили двое неизвестных на захваченном автобусе повезли в горотдел, причём один из бунтовщиков, проезжая по площади на крыше автобуса выкрикивал призывы к свержению руководителя ЦК КПСС и Советского правительства.
Милиция пустила в ход дубинки, чтобы разогнать смутьянов, однако толпу рассеяли только после прибытия на место событий наряда милиции из Баку (один человек получил ранение).
По одной из версий тех событий, в основе волнений были экономические требования: рабочие протестовали против перебоев со снабжением города хлебом и роста цен. Следствие по событиям в Сумгаите вёл КГБ при СМ Азербайджанской ССР. Шесть человек были осуждены к лишению свободы на срок от трёх до шести лет.

## Документальный фильм
- "Çörək qiyamı" (az)